# NGC 182
NGC 182 је спирална галаксија у сазвежђу Рибе која се налази на NGC листи објеката дубоког неба.
Деклинација објекта је + 2° 43' 43" а ректасцензија 0h 38m 12,4s. Привидна величина (магнитуда) објекта NGC 182 износи 12,5 а фотографска магнитуда 13,4. NGC 182 је још познат и под ознакама UGC 382, MCG 0-2-95, CGCG 383-45, PGC 2279.